# Impact cosmique

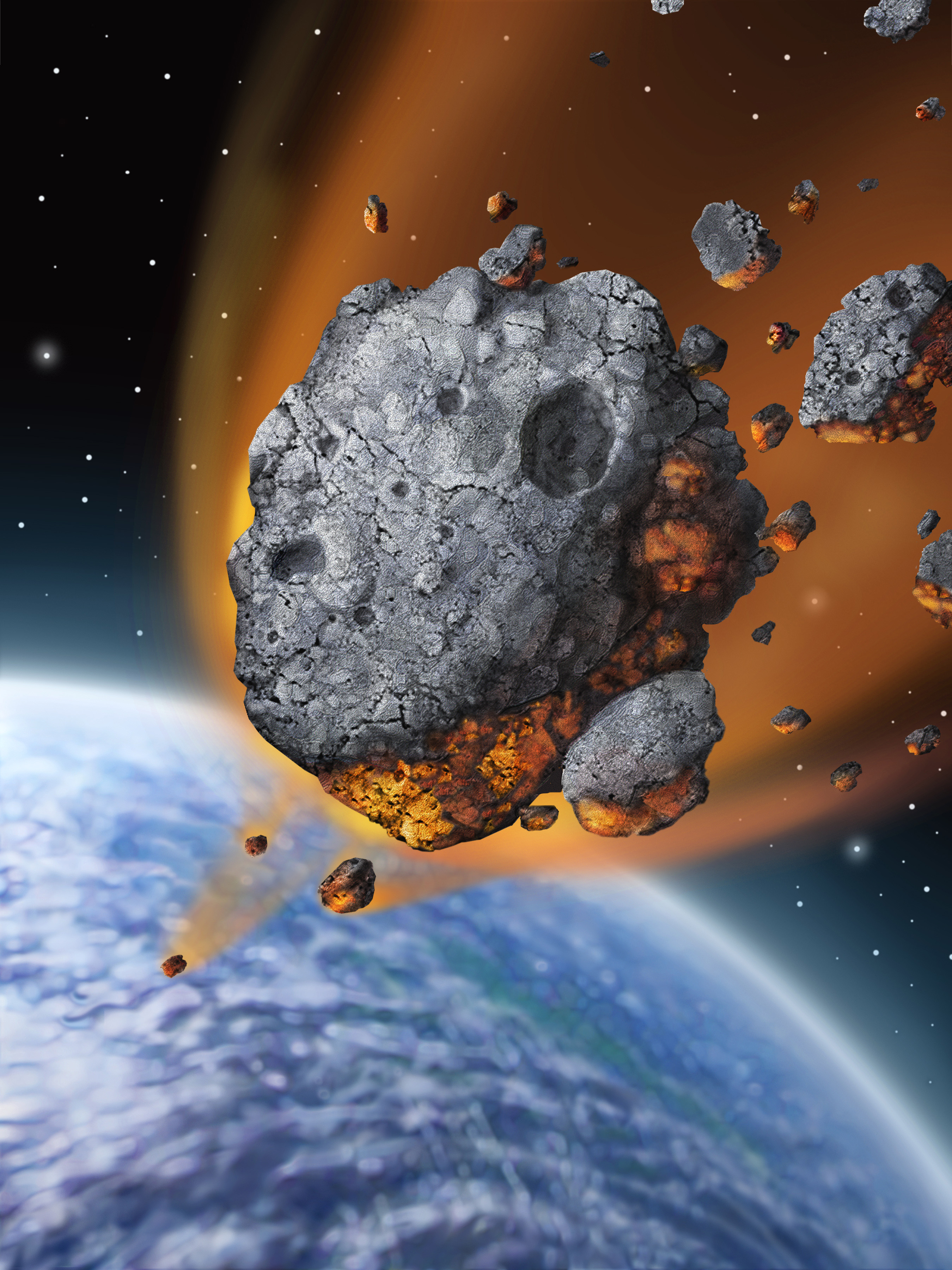
Représentation d'artiste d'un astéroïde tombant sur la Terre.

Un impact cosmique est la collision entre deux ou plusieurs objets célestes provoquant des effets notables. Dans la majorité des cas un petit corps du système solaire, astéroïde ou comète, entre en collision avec une planète, telle que la Terre. La fréquence des impacts cosmiques dans le système solaire a varié en fonction de l'époque : très fréquents durant la formation du système solaire il y a 4,6 milliards d'années, ils se sont progressivement raréfiés au fur et à mesure que le nombre de corps célestes en circulation diminuait. Selon une théorie généralement admise, les impacts cosmiques se sont à nouveau multipliés il y a environ 4 milliards d'années au cours de l'épisode baptisé grand bombardement tardif à la suite d'une modification de l'orbite des planètes externes dont la planète Jupiter. Cette dernière a contribué par la suite à faire chuter la fréquence des impacts en capturant grâce à son champ gravitationnel particulièrement important un grand nombre des petits corps célestes qui subsistaient.
Les impacts cosmiques ont sans doute joué un rôle à la fois important et positif dans la formation de la Terre et indirectement dans l'émergence de l'espèce humaine. Parmi les théories admises par la communauté scientifique, la collision de la Terre et de l'objet céleste qui a donné naissance à la Lune serait à l'origine d'un changement de la composition de la croûte terrestre qui aurait elle-même permis l'apparition de la tectonique des plaques. On attribue également la formation des océans à l'impact de comètes. Enfin certaines extinctions massives d'espèces, dont celle des dinosaures qui a permis l'émergence des mammifères en tant qu'espèces dominantes, ont été attribuées à un impact cosmique.
Les cratères créés par les impacts cosmiques, notamment à la surface de la Terre ou de la Lune, n'ont été reconnus que tardivement, au début des années 1960, car on leur supposait auparavant une origine volcanique. Sur Terre la fréquence des impacts d'objets célestes de petite taille est importante mais les collisions avec des astéroïdes susceptibles de bouleverser la surface de la planète sont rares : environ un objet d'un diamètre de 50 mètres tous les 1 000 ans, un astéroïde de 500 mètres tous les demi-millions d'années. Les trajectoires des astéroïdes géocroiseurs, c'est-à-dire susceptibles de percuter la Terre du fait de leur orbite, sont en cours d'inventaire.

## Définition
À une échelle géologique les collisions au sein du système solaire entre planètes et d'autres objets célestes massifs sont fréquents. La plupart des corps du système solaire, lorsqu'ils ont une surface solide, sont recouverts de cratères, résultant de ces collisions. Sur Terre peu de cratères sont visibles parce que les processus géologiques tels que l'érosion, le volcanisme et la tectonique des plaques, ont effacé les traces les plus visibles. Pourtant la Terre comme les autres corps a subi une phase de bombardement intense qui s'est achevée il y 3,9 milliards d'années (le grand bombardement tardif) et qui se poursuit aujourd'hui à un rythme beaucoup plus lent. Les plus petits des objets célestes sont interceptés par l'atmosphère terrestre.

## Les impacts cosmiques et la Terre

### Caractéristiques des objets entrant en collision avec la Terre
Les impacts provoquant des dégâts significatifs à l'échelle d'une région terrestre ou plus sont produits par des objets célestes d'un diamètre supérieur à 10 m. Les plus gros peuvent dépasser 10 km. Ils sont d'une densité de 0,5 à 1 (comète), 1 à 3 (astéroïde de type chondrite) voire 8 (astéroïde métallique). Ils pénètrent dans l'atmosphère terrestre à une vitesse relative par rapport à la Terre comprise entre 12 km/s et 72 km/s. Ils atteignent alors au maximum 11 km/s, soit qu'ils soient accélérés par la planète, soit qu'ils soient ralentis par son atmosphère. La vitesse maximale de 72 km/s est atteinte par un objet en orbite autour du Soleil lorsqu'il percute la Terre, compte tenu du fait que la Terre circule elle-même à 30 km/s. C'est ainsi la vitesse d'impact d'une comète venue des confins du Système solaire et circulant sur une orbite rétrograde (dans le sens contraire de celui de la Terre) : si v est la vitesse orbitale de la comète (avec pour limite supérieure la vitesse de libération solaire, soit 42 km/s), la vitesse à l'impact (en km/s) est égale à v + 30 + 11[source insuffisante].
Parmi les objets géocroiseurs, les astéroïdes sont beaucoup plus nombreux que les comètes. Ces dernières ne représenteraient qu'environ 1 % du total toutefois on estime que cette proportion est beaucoup plus forte parmi les impacteurs les plus grands. Les astéroïdes proviennent de la ceinture des astéroïdes. La majorité des objets de la ceinture ne sont pas considérés comme dangereux, car leur orbite est confinée entre Mars et Jupiter. Toutefois ils peuvent éventuellement changer d’orbite après avoir frôlé une autre planète et devenir des astéroïdes géocroiseurs. Ceux-ci ont une durée de vie de quelques millions d’années et finissent soit par terminer leur course dans le Soleil, soit par être éjectés du système solaire, soit, plus rarement, par entrer en collision avec la Terre. On estime que 2 à 10 % des astéroïdes sont de composition métallique (densité = 8) les autres étant formés de roches (densité = 1,5 à 3).

### Fréquence des impacts
Chaque jour une multitude de petits débris pénètrent dans l'atmosphère et sont détruits par la chaleur générée par leur rentrée dans l'atmosphère (visibles pour certains d'entre eux sous forme d'étoiles filantes). Les objets composés de roches (c'est le cas de la majorité des astéroïdes) de moins de 10 mètres de diamètre sont généralement détruits avant d'atteindre le sol et seuls quelques débris touchent celui-ci. Si on a affaire à un astéroïde métallique, beaucoup plus rare, les débris qui touchent le sol sont de taille beaucoup plus importante.
Il est difficile de déterminer la fréquence des collisions susceptibles de causer des dommages significatifs sur Terre car ils sont très rares à l'échelle d'une vie humaine. Au cours du millénaire écoulé, il n'y a aucun témoignage direct relatant la mort d'une personne tuée par un tel événement. Pour déterminer la fréquence des collisions, les scientifiques s'appuient donc sur les traces extrêmement bien préservées laissées par les impacts à la surface de la Lune, sur les cratères d'impact identifiés à la surface de la Terre ainsi que sur les collisions documentées au cours des derniers siècles. La taille des impacteurs est déduite de celle des cratères en s'appuyant sur des simulations réalisées en laboratoire.
| Diamètre de l'impacteur | Intervalle moyen entre deux collisions | Intervalle moyen entre deux passages à l'intérieur de l'orbite lunaire | Énergie libérée Millions de tonnes équivalent TNT (Mt) | Impacts les plus récents (2019)           |
| ----------------------- | -------------------------------------- | ---------------------------------------------------------------------- | ------------------------------------------------------ | ----------------------------------------- |
| 7 mètres                | 0,5 an                                 |                                                                        | 0,01 Mt                                                |                                           |
| 14 mètres               | 5 ans                                  |                                                                        | 0,1 Mt                                                 | Tcheliabinsk (2013), Mer de Béring (2018) |
| 30 mètres               | 30 ans                                 |                                                                        | 1 Mt                                                   |                                           |
| 70 mètres               | 200 ans                                |                                                                        | 10 Mt                                                  | Toungouska (1908)                         |
| 140 mètres              | 2 000 ans                              | 0,5 an                                                                 | 100 Mt                                                 |                                           |
| 300 mètres              | 10 000 ans                             | 3 ans                                                                  | 1 000 Mt                                               |                                           |
| 700 mètres              | 60 000 ans                             | 20 ans                                                                 | 10 000 Mt                                              |                                           |
| 1,4 km                  | 300 000 ans                            | 90 ans                                                                 | 100 000 Mt                                             |                                           |
| 3 km                    | 2 millions années                      | 600 ans                                                                | 1 million Mt                                           |                                           |
| 7 km                    | 10 millions années                     | 4 000 ans                                                              | 10 millions Mt                                         |                                           |
| 14 km                   | 90 millions années                     | 30 000 ans                                                             | 100 millions Mt                                        | Chicxulub (-66 millions années)           |

Il y a une relation inverse entre la taille des corps qui viennent heurter une planète et leur fréquence. L'analyse des cratères d'impact qui constellent la surface de la Lune a permis de déterminer que la fréquence des collisions décroissait comme le cube du diamètre du cratère résultant de l'impact lui-même généralement proportionnel à la taille du corps céleste. Des objets ayant un diamètre entre 5 et 10 mètres entrent en collision avec la Terre en moyenne une fois par an. Tous les mille ans, des astéroïdes d'environ 50 mètres produisent des explosions comparables à celle observée dans la Toungouska en 1908. Le rythme d’impact pour des objets d’au moins 1 km de diamètre est estimé à 2 par million d’années.
La fréquence des impacts terrestres peut être appréciée à travers celle d'un passage à l'intérieur de l'orbite lunaire, c'est-à-dire dans la « proche banlieue » terrestre. L'orbite de la Lune a un demi-grand axe de 384 399 km, tandis que la Terre a un rayon moyen de 6 371 km, soit 60 fois moins. La surface de la cible que représente l'orbite lunaire est donc 60 x 60 = 3 600 fois plus grande que la cible terrestre : si un astéroïde de 300 m de diamètre passe en deçà de l'orbite lunaire tous les 3 ans, on peut s'attendre à un impact tous les 10 000 ans.

### Énergie dégagée par l'impact
Les conséquences d'une collision d'un objet géocroiseur avec la Terre sont proportionnelles à l'énergie libérée durant l'impact. Celle-ci découle directement de l'énergie cinétique de l'impacteur qui se calcule par la formule suivante : 
si d est sa densité (en kg/m3), v sa vitesse (en m/s) et D son diamètre (en m), l'énergie cinétique est donnée, en joules, par E= d × D3 × v2.
En fonction de la densité des astéroïdes (comprise entre 2 000 et 3 000 kg/m3) et des comètes (1 000 à 1 500 kg/m3) et de la vitesse des astéroïdes (12 à 20 km/s) et des comètes (30 à 70 km/s), l'impacteur libère entre 4 et 20 fois plus d'énergie qu'une masse équivalente de TNT : 1 tonne d'impacteur libère une énergie équivalente à 4 à 20 tonnes de TNT.
- Un astéroïde de 7 mètres de diamètre dégage l'équivalent d'environ 10 kilotonnes de TNT.
- L'événement de la Toungouska (1908) attribué à un astéroïde de 60 mètres de diamètre a libéré une énergie de 15 000 kilotonnes de TNT, soit 1 000 fois la puissance de la bombe atomique ayant frappé Hiroshima.

En dessous d'un diamètre de 100 mètres les astéroïdes rocheux et les comètes libèrent une grande partie de leur énergie dans l'atmosphère. Au-dessous de 10 mètres la totalité de l'énergie est dissipée dans l'atmosphère et l'énergie produite par l'impact à la surface devient nulle. Pour les astéroïdes métalliques, qui résistent mieux aux forces de traînée, l'énergie dissipée à l'impact est proportionnellement plus grande. Pour les grands impacteurs, l'énergie est pratiquement entièrement libérée à l'impact.

### Déroulement d'une collision avec la Terre
La collision d'un objet céleste avec la Terre débute lorsque celui-ci pénètre dans l'atmosphère terrestre. Sa trajectoire, dans le cas des gros impacteurs, suit une ligne droite dont la pente vers la surface est déterminée uniquement par l'angle d'incidence au moment où l'objet a abordé l'atmosphère : la traversée de l'atmosphère est d'autant plus longue que l'angle d'incidence est grand. Toutes les incidences sont observées : de l'incidence rasante (proche de 0°) à l'incidence normale (90°) qui conduit à une trajectoire très courte vers la surface. L'incidence moyenne est de 45°. Pour les astéroïdes de petite taille cette trajectoire est influencée par la pesanteur terrestre et la chute très importante de la vitesse initiale. Dans les couches supérieures de l'atmosphère l'impacteur est seulement freiné car la densité de l'air est faible. Durant cette phase les météoroïdes (objets de très petite taille) sont complètement vaporisés. Plus l'impacteur s'enfonce dans l'atmosphère, plus la densité de celle-ci augmente et la pression sur la face avant de l'objet augmente. La force qui s'exerce peut alors dépasser la solidité de l'impacteur qui se fragmente. Cette fragmentation se déroule souvent en plusieurs étapes car l'impacteur est constitué de matériaux hétérogènes caractérisés par des résistances différentes. Ce processus de fragmentation, qui ne concerne généralement pas les objets de plus de 100 mètres de diamètre, est très mal modélisé. Les différents fragments suivent des trajectoires divergentes. Si les fragments se dispersent fortement, l'énergie est complètement dispersée dans l'atmosphère sous forme d'explosions et leur vitesse chute complètement avant d'atteindre le sol et aucun cratère ne se forme. Si les fragments restent groupés, ils atteignent le sol avec une grande partie de leur énergie initiale et ils pénètrent dans le sol en formant autant de cratères.
Les très grosses météorites ne se désintègrent pas et conservent leur vitesse cosmique : elles traversent l'atmosphère en quelques secondes et à l'arrivée au sol, elles libèrent presque toute leur énergie cinétique initiale.

### Formation du cratère d'impact

Animation montrant le processus de formation d'un cratère complexe initié par l'impact sur Terre d'un objet géocroiseur de très grande taille (plus d'un kilomètre).

L'impacteur, s'il a survécu à la traversée de l'atmosphère, pénètre dans le sol à grande vitesse (plusieurs km/s à plusieurs dizaines de km/s). Immédiatement avant de frapper le sol, le déplacement de l'impacteur compresse l'air qui est piégé entre celui-ci et la surface. La pression et la chaleur deviennent tellement importantes que les matériaux de surface sous l'impacteur fondent. Des morceaux de la surface fondue peuvent être chassés latéralement par la décompression jusqu'à des distances considérables (quelques centaines de kilomètres) et produire des roches de type tectite ou moldavite. Au moment de l'impact de l'objet avec le sol deux ondes de choc sont générées et se propagent verticalement de manière concentrique l'une vers le haut (dans l'impacteur), l'autre vers le bas (dans le sol) en réchauffant et compressant les matériaux rencontrés. La compression de l'impacteur atteint souvent plusieurs centaines de gigapascals et sa décompression qui suit rapidement transforme les matériaux qui le composent en les faisant passer à l'état gazeux ou liquide. Au-delà d'une vitesse d'impact de 12 km/s l'impacteur est entièrement fondu avec une partie de la surface tandis que la transformation en gaz intervient à partir de 15 km/s.
L'impact est suivi d'une phase d'excavation du cratère. La pression au sol atteint des millions de bars. Les matériaux de la surface fondent et sont expulsés dans l'atmosphère. La quantité de matériau de la surface fondu ou vaporisé et expulsé représente entre une et dix fois la masse de l'impacteur selon que la vitesse de celui-ci est 15 à 50 km/s. L'onde de choc se déplace en profondeur en comprimant les matériaux. La compression fracture le terrain, le chauffe et déclenche des transitions de phase en ultra-haute pression : dans ces conditions le carbone peut se transformer en diamant, l'olivine devenir du ringwoodite. Lorsque l'onde de compression est passée, la décompression qui suit éjecte vers le haut une grande quantité de matériaux qui ont été en partie fondus ou transformés. Ceux-ci retombent en pluie dans le cratère en formation ou aux alentours. Une petite fraction peut être éjectée à très grande distance voire échapper à l'attraction de la Terre.
Alors que l'impact, la compression, la décompression et le passage de l'onde de choc se déroulent en quelques dixièmes de seconde, la phase d'excavation du cratère d'impact est beaucoup moins rapide et les matériaux qui sont déplacés durant la formation du cratère le sont en grande partie à des vitesses subsoniques. La durée de l'excavation dépend du diamètre du cratère résultant (D) et de la gravité (g) : durée =~(D/g)1/2. Par exemple l'excavation de Meteor Crater sur Terre a pris 10 secondes alors que pour le Bassin d'Imbrium de 1 000 km de diamètre situé sur la Lune, le processus a duré 13 minutes. La cavité qui est creusée dans le sol par l'impact est initialement de forme hémisphérique puis devient un paraboloïde (en forme de bol). L'expansion du cratère s'arrête lorsque l'énergie cinétique est dissipée. Lorsque le processus d'excavation s'achève, la profondeur du cratère formé est comprise entre un tiers et un quart de son diamètre. Les matériaux excavés ont été pour un tiers éjectés et pour les deux tiers seulement déplacés vers le bas, sur les côtés ou ont produit un bourrelet sur les rebords du cratère. Le cratère ainsi formé n'est pas stable (on parle de cratère transitoire) et il se transforme sous l'action de la gravité. Le bourrelet s'effondre en partie à l'intérieur du cratère et une certaine quantité de matériau fondu glisse dans la partie la plus profonde de la cavité formée. La forme du cratère final dépend du diamètre du cratère (de l'énergie cinétique de l'impacteur) et de la gravité de la planète. Sur Terre lorsque le cratère fait moins de 3,2 km de diamètre le cratère final est dit simple. Dans ce cas le fond du cratère final est en partie plat et il est recouvert par une couche constituée par un mélange d'éjectas, de roche fondue et de brèches. Lorsque le cratère a un diamètre supérieur à 3,2 km (ce diamètre est différent sur les autres corps car il dépend de la gravité), il se forme un cratère complexe : la décompression et le rebond du sol qui s'ensuit entraine la création dans la partie centrale du cratère d'un piton. Au-delà d'un diamètre de 40 km sur Terre, le piton est remplacé par un anneau central et on ne parle plus de cratère mais de bassin. La dimension du cratère dépend du rapport de densité entre l'impacteur et le sol, du diamètre de l'impacteur, de sa vitesse et de l'angle de sa trajectoire par rapport à l'horizontale. L'intensité de la gravité entre dans l'équation et donc le diamètre est plus important sur la Lune que sur Terre. Par exemple un astéroïde rocheux de 1 000 mètres de diamètre ayant une densité de 3 frappant une surface constituée de roches sédimentaires sous un angle de 45° et avec une vitesse de 20 km/s créera un cratère complexe de 15,6 km de diamètre et 677 mètres de profondeur.
La Terre étant recouverte en grande partie par les océans, dans la majorité des cas l'impact a lieu en mer. Un cratère se forme au fond de l'océan à partir du moment où le diamètre est supérieur à 1/20 (ou 1/15 selon certains chercheurs) de la profondeur des eaux à l'endroit de l'impact (si la profondeur est de 2 000 mètres, un cratère se forme si l'impacteur a un diamètre supérieur à 100 mètres). Des matériaux du plancher océanique peuvent être éjectés en quantité significative dans l'atmosphère mais il faut que l'impacteur ait conservé suffisamment d'énergie cinétique au moment où il frappe le fond de l'océan. Le seuil d'énergie cinétique nécessaire dépend de la profondeur de l'océan : il est de 2 × 104 Mt pour une profondeur de 1 km et de 106 Mt pour une profondeur de 4 km.
On a constaté que 20 % de l'énergie cinétique d'un impacteur est transformée en fracturation et fragmentation, 50 % en énergie mécanique et éjection et 30 % en chaleur. La taille finale du cratère est déterminée par le diamètre de l'impacteur, sa densité, sa vitesse et l'angle sous lequel il frappe le sol.

### Boule de feu
Si la vitesse à son arrivée au niveau du sol dépasse 15 km/s l'impacteur ainsi qu'une partie de la surface est transformée en gaz. Celui-ci est produit sous très haute pression (supérieure à 100 gigaPascals) et très haute température (> 10 000 Kelvin) et génère une boule de feu qui prend rapidement du volume. La boule de feu atteint sa température maximale lorsque son diamètre est environ 13 fois celui de l'impacteur. Dans le cas d'un météorite rocheux de 1 000 mètres arrivant à 20 km/s (décrit plus haut), la boule de feu atteint un diamètre de 13 km. A une distance de 50 km près de 6 millions de joules par m2 sont produits au cours des 3 minutes suivantes générant des brulures au troisième degré

### Effet de souffle
L'onde de choc d'un impact important (un objet de plus de 3 km de diamètre) aurait des répercussions sur la quasi-totalité de la surface de la Terre, notamment sur les océans, et provoquerait l'embrasement des forêts.

### Tsunami
Le phénomène le plus spectaculaire résulterait de la chute de l'impacteur dans l'océan et occasionnerait un gigantesque raz de marée. Des calculs détaillés ont été effectués sur les répercussions[Lesquelles ?] de l'impact d'un météore de 1 km de diamètre.

### Gros impacteurs: des conséquences à l'échelle de la planète
Si un objet de très grande taille frappe la Terre, les conséquences peuvent concerner l'ensemble de la planète. Un tremblement de terre de forte magnitude peut avoir des répercussions à grande distance sur les zones instables, provoquant notamment des éruptions volcaniques, des glissements de terrain et des éboulements de terrain. De plus, des roches en fusion ou vaporisées projetées du cratère peuvent provoquer un incendie qui s'étend à tout un continent. Les particules éjectées dans l'atmosphère ainsi que la suie des incendies de forêts, provoquent obscurcissement du ciel qui entraine un refroidissement général, jusqu'au gel et un arrêt temporaire de la photosynthèse,. L'effet de serre dû à la grande quantité de CO2 provenant des incendies élèvent la température des océans. La forte diminution de l'oxygène présent dans l'atmosphère provoque des conditions réductrices comme la destruction de la couche d'ozone et, laissant passer les rayons ultraviolets, la multiplication de pluies acides causées par l'impact. Progressivement, les conditions nécessaires à la photosynthèse sont rétablies au bout d'un délai qui peut se mesurer en années, voire en milliers d'années.

### Le cas des petits impacteurs
Les objets ayant un diamètre entre 5 et 10 mètres entrent en collision avec la Terre en moyenne une fois par an. L’énergie dégagée est équivalente à celle d'une petite bombe atomique. L'énergie est généralement dissipée dans la haute atmosphère car presque la totalité des matières solides se vaporisent durant la rentrée atmosphérique.
| Diamètre de l'impacteur | Energie cinétique Millions de tonnes équivalent TNT (Mt) | Energie cinétique Millions de tonnes équivalent TNT (Mt) | Diamètre du Cratère d'impact | Fréquence (années) |
| Diamètre de l'impacteur | Rentrée atmosphérique                                    | Impact                                                   | Diamètre du Cratère d'impact | Fréquence (années) |
| --- | -------------------------------------------------------- | -------------------------------------------------------- | ---------------------------- | ------------------ |
| 100 m | 47 Mt                                                    | 3,4 Mt                                                   | 1,2 km                       | 5 200              |
| 130 m | 103 Mt                                                   | 31,4 Mt                                                  | 2 km                         | 11 000             |
| 150 m | 159 Mt                                                   | 71,5 Mt                                                  | 2,4 km                       | 16 000             |
| 200 m | 376 Mt                                                   | 261 Mt                                                   | 3 km                         | 36 000             |
| 250 m | 734 Mt                                                   | 598 Mt                                                   | 3,8 km                       | 59 000             |
| 300 m | 1 270 Mt                                                 | 1 110 Mt                                                 | 4,6 km                       | 73 000             |
| 400 m | 3 010 Mt                                                 | 2 800 Mt                                                 | 6 km                         | 100 000            |
| 700 m | 16 100 Mt                                                | 15 700 Mt                                                | 10 km                        | 190 000            |
| 1 000 m | 47 000 Mt                                                | 46 300 Mt                                                | 13,6 km                      | 440 000            |
| Calcul effectué pour un météorite d'une densité de 2 600 kg/m3 arrivant à une vitesse de 17 km/s sous un angle de 45° 1 mégatonne (Mt) = 50 fois l'énergie dégagée par l'explosion d'Hiroshima. |                                                          |                                                          |                              |                    |

## Découverte du phénomène

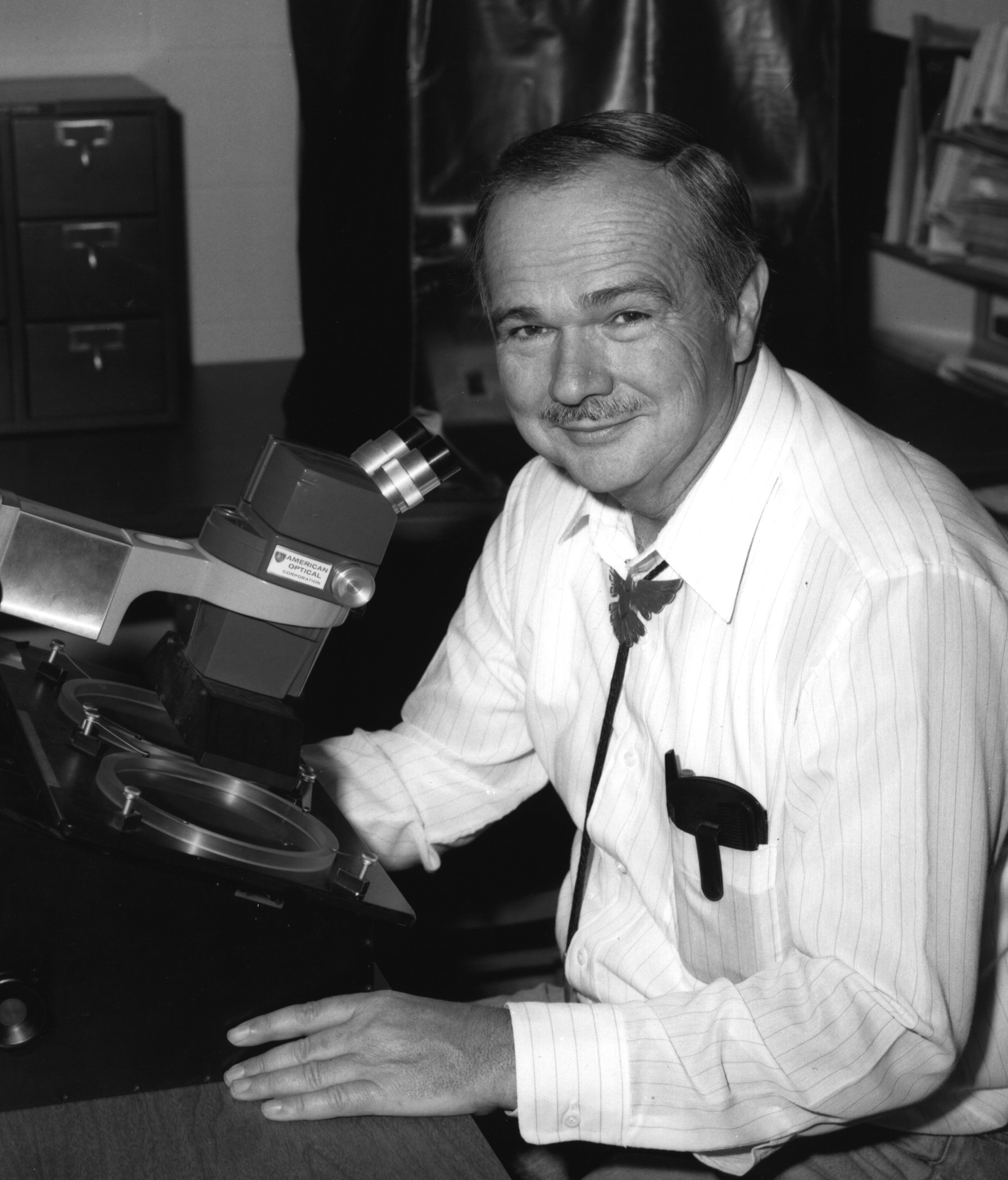
Eugene Shoemaker est le premier à avoir expliqué l'origine des cratères d'impact.

Bien que les cratères d'impact aient été observés sur la Terre et sur la Lune depuis plusieurs siècles, ils n'ont été associés à des impacts cosmiques que tardivement au début des années 1960 ; on leur supposait auparavant une origine volcanique. À la surface de la Terre, les cratères d'impact subissent les effets de l'érosion et finissent par disparaître avec le temps.

## Contribution des impacts cosmiques à l'apparition de la vie sur Terre
La Terre s'est formée, comme toutes les planètes telluriques, par des collisions violentes entre de nombreux planétésimaux, qui se sont produites sur une période de moins de 20 millions d'années. Par la suite, plusieurs objets géocroiseurs de grande taille sont entrés en collision avec la Terre et ont fortement marqué l'histoire de notre planète en favorisant l'apparition de la vie et finalement l'émergence de l'espèce humaine :

### Formation de la Lune (-4 468 millionsannées)

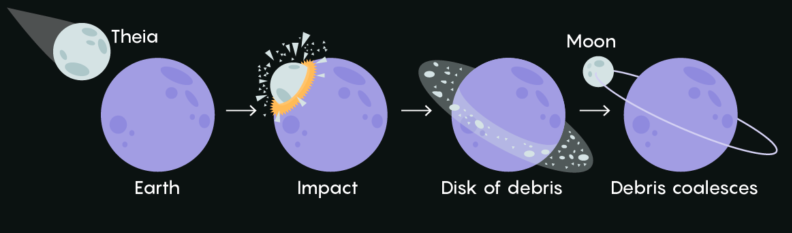
Représentation simplifiée de l'impact géant ayant contribué à la formation de la Lune.

Selon l'hypothèse de référence, il y a 4,468 milliards d'années — soit environ 100 millions d'années après la formation de la Terre —, le planétoïde Théia, de la taille de Mars, soit 6 500 kilomètres de diamètre, aurait heurté la Terre à la vitesse de 40 000 kilomètres par heure sous un angle oblique. Le choc aurait détruit l'impacteur dont les restes, ainsi qu'une portion du manteau terrestre, auraient été éjectés dans l'espace, en orbite autour de la Terre. Environ 2 % de la masse originelle de l'impacteur aurait produit un anneau de débris en orbite. Par accrétion, entre un et cent ans après l'impact, la moitié de ces débris aurait donné naissance à la Lune,. Pour la Terre, cet impact a eu plusieurs conséquences :
- la collision aurait permis à la Terre de gagner en masse, accroissant la gravité et donc la capacité à retenir son atmosphère. Elle aurait également augmenté la taille du noyau métallique, permettant l'existence d'une magnétosphère puissante favorisant la vie en la protégeant du rayonnement ultraviolet et des rayons cosmiques[21] ;
- la formation de la Lune a permis de stabiliser l'inclinaison de l'axe de rotation de la Terre qui, sans elle, serait chaotique, oscillant de façon irrégulière à l'échelle des temps géologiques, quasiment de 0 à 90°. Les changements climatiques induits par de tels changements auraient été très défavorables au développement des formes vivantes évoluées, surtout sur les continents[22].

### Formation des océans
L'origine des océans terrestres est sujet à débats. Au moment de la formation de la Terre, le système solaire interne, dont fait partie la Terre, était trop chaud pour que l'eau ait été présente. L'étude de la composition isotopique de l'hydrogène terrestre suggère que l'eau a été en grande partie apportée au cours d'impacts avec des objets célestes qui ont eu lieu après la formation de la Terre et sans doute après l'impact ayant donné naissance à la Lune. Les impacteurs auraient été des planétisimaux composés en partie de glace d'eau similaires aux astéroïdes circulant sur la bordure externe de la ceinture d'astéroïdes.

### Extinction Permien-Trias (-242 millionsannées)
L'extinction Permien-Trias, qui a eu lieu il y a environ 242 millions d'années, est généralement attribuée à un impact cosmique. Cet évènement aurait fait disparaitre 90 % de toutes les espèces et il fallut 30 millions d'années à la faune et la flore pour récupérer une biodiversité comparable.

### Fin des dinosaures et début de l'ère des mammifères (-66 millionsannées)
Le plus connu des impacts, qui subsiste à l'état de trace, est le cratère de Chicxulub (180 kilomètres de diamètre situé au Mexique), provoqué par la collision entre la Terre et un objet de plus de 10 kilomètres de diamètre il y a 66 millions d'années. La catastrophe résultante serait à l'origine de l'extinction massive du Crétacé Tertiaire qui a entrainé la disparition d'une grande partie des espèces animales dont les dinosaures.

### Autres impacts cosmiques notables

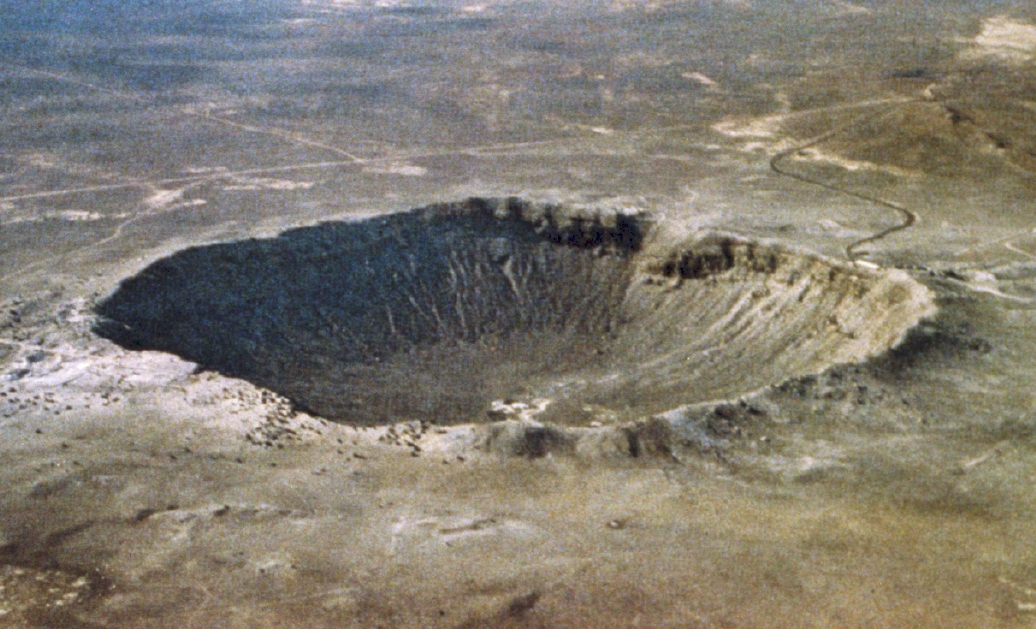
Cratère Barringer (Meteor Crater)

En 2014, on[Qui ?] avait identifié environ 140 cratères d'impact à la surface de la Terre :
- environ 52 000 ans : le cratère de Lonar en Inde, le plus grand cratère creusé dans du basalte, partiellement rempli par un lac d'eau salée.
- environ 50 000 ans : le cratère Barringer aux États-Unis est le premier cratère dont on a pu prouver qu'il était le résultat d'un impact cosmique.
- environ 10 000 ans : les cratères de Rio Cuarto en Argentine, produits par un astéroïde ayant heurté la Terre avec un angle très peu prononcé.
- environ 5 000 ans : les Cratères de Henbury en Australie
- environ 2 700 ans : le cratère de Kaali en Estonie.

Des impacts préhistoriques plus récents sont théorisés par l'Holocene Impact Working Group (de).

## Impacts cosmiques sur les autres corps du Système solaire
Comme la Terre, tous les corps du système solaire ont été soumis depuis sa formation à un bombardement régulier par des astéroïdes et des comètes. La Terre est particulière en ce que sa surface est en permanence soumise à d'intenses phénomènes d'érosion liés à l'écoulement de l'eau, et refaçonnée par la tectonique des plaques. Les autres planètes rocheuses (Mars, Vénus et Mercure), les satellites rocheux ou constitués de glace, ainsi que les planètes mineures, subissent aussi, à des degrés divers, des processus d'effacement des cratères d'impact, mais conservent généralement les traces de bombardements très anciens.

### Lune
De la formation de la Lune il y a 4,5 Ga (milliards d'années) jusque vers 3,2 Ga (fin de l'essentiel de son activité géologique), une partie de ses cratères d'impacts ont été recouverts, donc effacés, par des écoulements de laves, surtout dans les mers, mais aussi au fond de certains grands cratères. Le seul processus d'érosion actif jusqu'à aujourd'hui est constitué par les impacts cosmiques eux-mêmes (oblitération par des cratères de taille comparable ou supérieure, émoussement des reliefs par les micrométéorites). Sur les terres, qui n'ont pas connu d'épanchements volcaniques, ce processus a conduit à une saturation de la surface par les cratères (absence de surface vierge d'impacts, effacement des petits cratères les plus anciens par des cratères ultérieurs).
On estime à environ 300 000 le nombre de cratères de plus de 1 km de largeur sur la seule face cachée de la Lune. Les impacts les plus importants, y compris Nectaris, Imbrium et Orientale, sont des structures caractérisées par de multiples anneaux de matériaux soulevés, entre des centaines et des milliers de kilomètres de diamètre et associés à un large tablier de dépôts d'éjectas qui forment un horizon stratigraphique régional. L'absence d'atmosphère, de conditions météorologiques et de processus géologiques récents font que nombre de ces cratères sont bien préservés. Bien que seuls quelques bassins à anneaux multiples aient été datés avec certitude, ils sont utiles pour attribuer des âges relatifs. Comme les cratères d'impact s'accumulent à un rythme presque constant, le comptage du nombre de cratères par unité de surface peut être utilisé pour estimer l'âge de la surface. Les âges radiométriques des roches fondues par impact recueillies lors des missions Apollo se situent entre 3,8 et 4,1 milliards d'années, ce qui a été utilisé pour proposer un Grand bombardement tardif des impacts.

### Mars
La présence d'une atmosphère comme sur Mars empêche les plus petits impacteurs de toucher le sol. Par ailleurs la proximité de la ceinture d'astéroïdes place Mars dans une position particulière. Mars est largement recouverte de cratères d'impact dont les plus grands sont le bassin d'Argyre (600 km de diamètres) et le bassin d'Hellas (2 100 km), qui est sans doute le plus grand bassin d'impact du système solaire. Mais contrairement à la Lune, certaines régions de Mars ont subi deux rajeunissements successifs liés au volcanisme (fin du Noachien et fin l'Hespérien) qui ont effacé les cratères plus anciens.

## Impacts contemporains

### Sur Terre
Des impacts parfois spectaculaires sont régulièrement observés depuis le début du vingtième siècle.

#### Toungouska

La forêt a été couchée sur des centaines de km dans la Tougounska

Le 30 juin 1908, un astéroïde ou une comète a explosé au-dessus de la Sibérie centrale, en Russie impériale, à une altitude de 8,5 km. L'impacteur avait un diamètre estimé entre 45 et 70 mètres. L'énergie dégagée par l'explosion a été estimée équivalente à environ 10 mégatonnes de TNT.

#### Méditerranée
Le 6 juin 2002, un objet dont le diamètre était d'environ 10 mètres est entré dans l'atmosphère terrestre. L'objet a explosé au-dessus de la mer Méditerranée, entre la Grèce et la Libye. L'énergie créée par l’explosion a été estimée à 26 kilotonnes de TNT.

#### Soudan
Le 6 octobre 2008, des scientifiques calculent que l'astéroïde 2008 TC3 allait entrer en collision avec la Terre le 7 octobre au-dessus du Soudan à 2 h 46 UTC,. L'astéroïde pénètre dans l'atmosphère terrestre à la vitesse de 12,4 km/s et sous une incidence presque rasante de 20°. Sa taille est comprise entre 2 et 5 mètres et son énergie cinétique est d'environ 1 kilotonne. La pénétration dans l'atmosphère est observée à l'altitude 65,4 kilomètres et l'astéroïde explose moins de deux secondes plus tard à une altitude de 37 kilomètres. Sa trajectoire le fait passer au-dessus du nord du Soudan et il tombe dans une région presque inhabitée,,. À la suite de l'impact, la fouille systématique des lieux de l'impact est effectuée. Courant 2008, 47 fragments, représentant une masse totale de 3,955 kg, avaient été retrouvés.

#### Tcheliabinsk

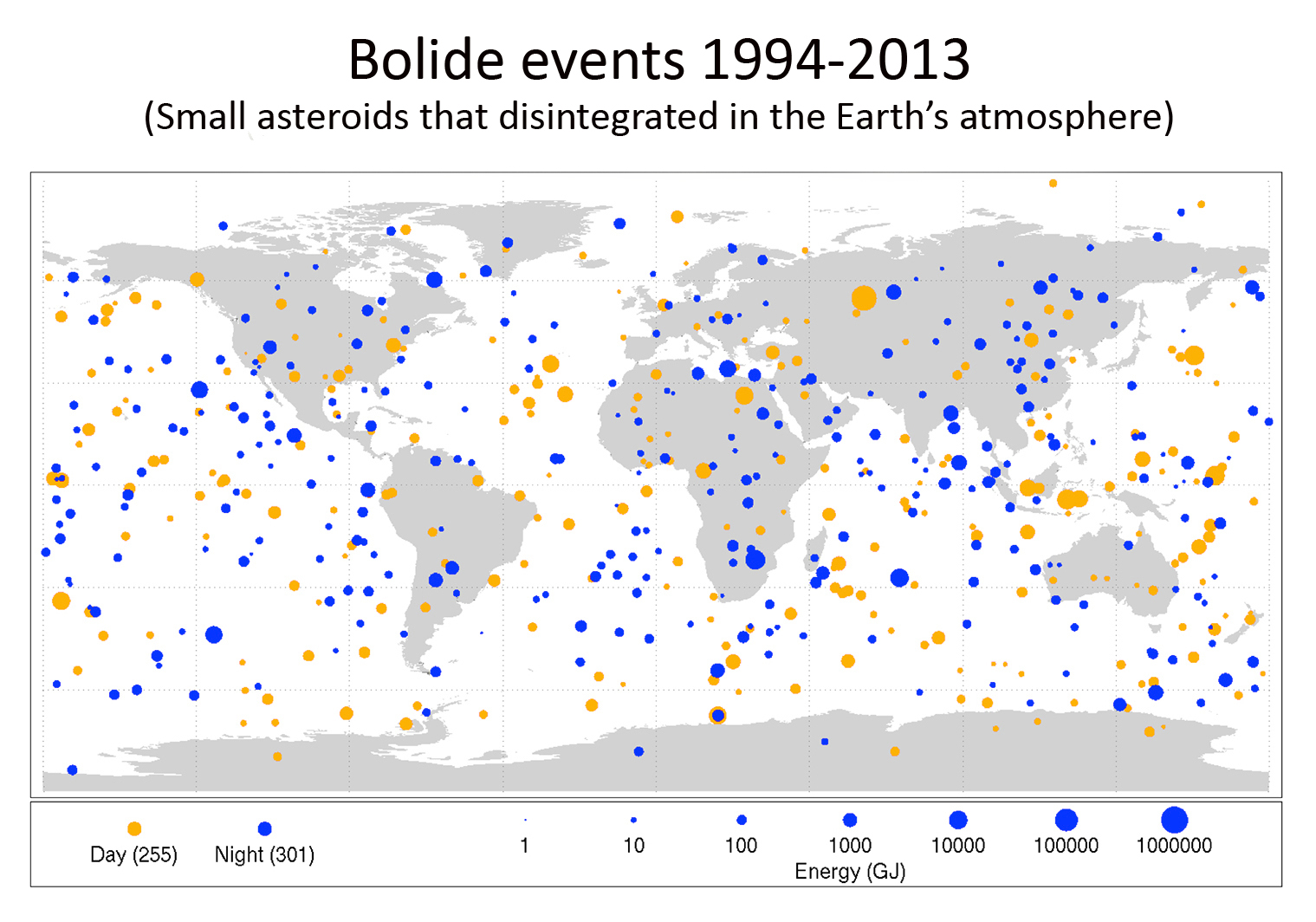
Astéroïdes de 1 à 20 mètres ayant frappé la Terre entre 1993 et 2014. La plupart se sont complètement désintégrées dans l'atmosphère.

Le superbolide de Tcheliabinsk a été observé dans le ciel du sud de l’Oural, au-dessus de l’oblast de Tcheliabinsk, le matin du 15 février 2013 à environ 9 h 20.
D'un diamètre de 15 à 17 m et d’une masse estimée de 7 000 à 10 000 tonnes, le bolide s’est en partie désintégré dans l’atmosphère, à environ 20 kilomètres d’altitude, provoquant d'importants dégâts matériels et plus d'un millier de blessés principalement par les bris de verre.

### Sur les autres corps du Système solaire

#### Mercure
À la fin de sa mission le 30 avril 2015, la sonde MESSENGER s'est écrasée sur Mercure.

#### Lune
Plusieurs impacts sur la Lune ont été observés depuis la Terre. Le plus important à cette date est celui du 11 septembre 2013.

#### Mars
La comète Siding Spring avait initialement une probabilité non nulle de s'écraser sur la planète rouge ; cependant la comète passera suffisamment loin de la planète. Une importante pluie de météorites devrait néanmoins être visible par les instruments au sol et en orbite autour de Mars, avec un risque de dégâts dus à l'impact de fragments de l'objet.

#### Jupiter
Plusieurs impacts ont été vus sur Jupiter, dont le plus marquant reste celui de la comète Shoemaker-Levy 9 en juillet 1994.

#### Saturne
À la fin de sa mission le 15 septembre 2017, la sonde Cassini a plongé dans l'atmosphère de Saturne pour s'y désintégrer.

## Évitement ou mitigation des impacts cosmiques
La menace constituée par les impacts cosmiques a commencé à être prise en compte aux États-Unis à la fin des années 1990. Des campagnes d'observation menées à l'aide de télescopes basés sur Terre sont menées depuis cette époque. Par ailleurs la NASA développe deux missions spatiales chargées de limiter le risque : NEO Surveyor est un observatoire spatial consacré pour la première fois à la détection de ces objets (date de lancement vers 2026) tandis que DART (lancement le 24 novembre 2021) a testé avec succès, le 26 septembre 2022, la méthode de l'impacteur pour dévier un astéroïde sur une trajectoire de collision avec la Terre. Les programmes d'observation détectent chaque année plus de 2 000 nouveaux objets géocroiseurs : en septembre 2019, le nombre total de ces objets atteignait le chiffre de 21 000 dont une centaine de comètes (NEC, Near Earth Comets) le solde étant constitué d' astéroïdes géocroiseurs (NEA, Near Earth Asteroids). Le recensement des objets les plus gros (plus d'un kilomètre de diamètre) est pratiquement achevé mais seulement 40 % des astéroïdes de plus de 140 mètres ont été découverts.

## Culture et société

### Fiction
L'impact cosmique est le thème central de plusieurs films catastrophes américains sortis en 1998 : Armageddon et Deep Impact. La sortie de ces films n'est sans doute pas sans rapport avec la collision spectaculaire de la comète Shoemaker-Levy 9 avec la planète géante Jupiter qui eut lieu en juillet 1994.